# Ordine Nazionale del Burkina Faso
L'Ordine Nazionale del Burkina Faso è un ordine cavalleresco del Burkina Faso.

## Classi
L'Ordine dispone delle seguenti classi di benemerenza:
- Cavaliere di Gran Croce
- Grand'Ufficiale
- Commendatore
- Ufficiale
- Cavaliere

| Nastri    |           |              |                 |                         |
| Cavaliere | Ufficiale | Commendatore | Grand'Ufficiale | Cavaliere di Gran Croce |

## Insegne
- Il nastro è diviso orizzontalmente, la parte superiore è rossa, quella inferiore verde.